# Lamothe-Landerron
Pour les articles homonymes, voir Lamothe.
Lamothe-Landerron est une commune du Sud-Ouest de la France, située dans le département de la Gironde, en région Nouvelle-Aquitaine.

## Géographie

### Localisation
Située dans l'extrême est de l'Entre-deux-Mers en limite du département de Lot-et-Garonne, la commune se trouve à 70 km au sud-est de Bordeaux, chef-lieu du département, à 27 km à l'est de Langon, chef-lieu d'arrondissement et à 8,5 km à l'est-sud-est de La Réole, ancien chef-lieu de canton.

### Communes limitrophes
Les communes limitrophes en sont Saint-Martin-Petit (Lot-et-Garonne) à l'est, Jusix (Lot-et-Garonne) au sud, Mongauzy à l'ouest et Saint-Michel-de-Lapujade au nord.
|          | Saint-Michel-de-Lapujade |                              |
| Mongauzy | Lamothe-Landerron        | Saint-Martin-Petit (L. & G.) |
|          | Jusix (L. & G.)          |                              |

### Climat
Pour des articles plus généraux, voir Climat de la Nouvelle-Aquitaine et Climat de la Gironde.
Historiquement, la commune est exposée à un climat océanique aquitain.  
En 2020, Météo-France publie une typologie des climats de la France métropolitaine dans laquelle la commune est exposée à un climat océanique et est dans la région climatique  Aquitaine, Gascogne, caractérisée par une pluviométrie abondante au printemps, modérée en automne, un faible ensoleillement au printemps, un été chaud (19,5 °C), des vents faibles, des brouillards fréquents en automne et en hiver et des orages fréquents en été (15 à 20 jours).
Pour la période 1971-2000, la température annuelle moyenne est de 13,2 °C, avec une amplitude thermique annuelle de 15,5 °C. Le cumul annuel moyen de précipitations est de 796 mm, avec 11 jours de précipitations en janvier et 6,2 jours en juillet. Pour la période 1991-2020, la température moyenne annuelle observée sur la station météorologique la plus proche, située sur la commune de Saint-Sulpice-de-Pommiers à 19 km à vol d'oiseau, est de 13,8 °C et le cumul annuel moyen de précipitations est de 764,8 mm,. Pour l'avenir, les paramètres climatiques de la commune estimés pour 2050 selon différents scénarios d’émission de gaz à effet de serre sont consultables sur un site dédié publié par Météo-France en novembre 2022.

## Urbanisme

### Typologie
Au 1er janvier 2024, Lamothe-Landerron est catégorisée commune rurale à habitat dispersé, selon la nouvelle grille communale de densité à sept niveaux définie par l'Insee en 2022.
Elle appartient à l'unité urbaine de Marmande, une agglomération inter-départementale regroupant dix  communes, dont elle est une commune de la banlieue,,. Par ailleurs la commune fait partie de l'aire d'attraction de Marmande, dont elle est une commune de la couronne,. Cette aire, qui regroupe 48 communes, est catégorisée dans les aires de 50 000 à moins de 200 000 habitants,.

### Occupation des sols

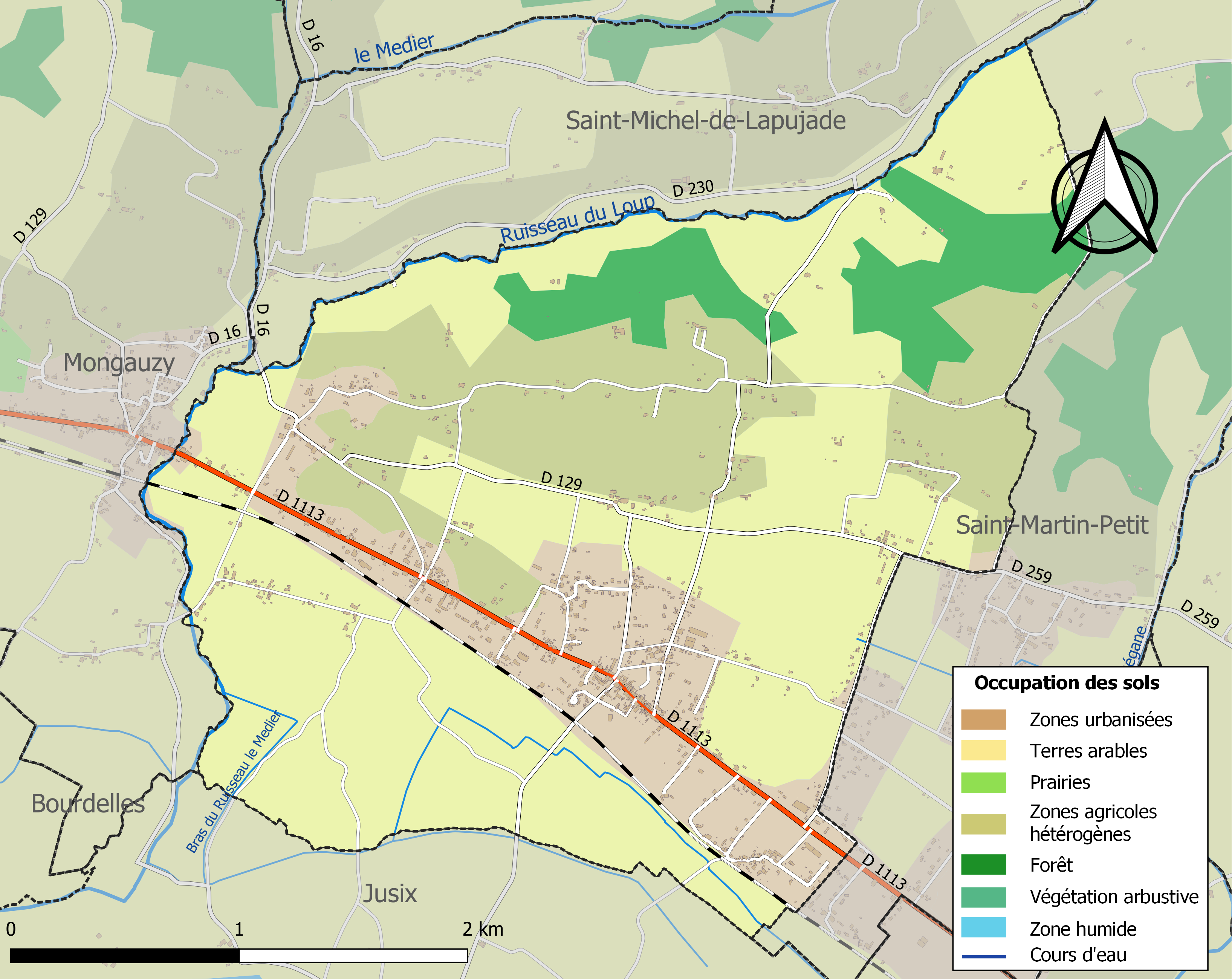
Carte des infrastructures et de l'occupation des sols de la commune en 2018 (CLC).

L'occupation des sols de la commune, telle qu'elle ressort de la base de données européenne d’occupation biophysique des sols Corine Land Cover (CLC), est marquée par l'importance des territoires agricoles (75,2 % en 2018), en diminution par rapport à 1990 (85,4 %). La répartition détaillée en 2018 est la suivante : 
terres arables (53,8 %), zones agricoles hétérogènes (21,4 %), zones urbanisées (16,4 %), forêts (8,4 %). L'évolution de l’occupation des sols de la commune et de ses infrastructures peut être observée sur les différentes représentations cartographiques du territoire : la carte de Cassini (XVIIIe siècle), la carte d'état-major (1820-1866) et les cartes ou photos aériennes de l'IGN pour la période actuelle (1950 à aujourd'hui).

### Voies de communication et transports
La commune est traversée par la route départementale D 1113, ancienne route nationale 113 qui mène, vers l'ouest, à Mongauzy puis La Réole et, vers l'est, à Sainte-Bazeille et, au-delà, à Marmande.

L'autoroute la plus proche est l'autoroute A62 (Bordeaux-Toulouse) dont l'accès no 4, dit de La Réole, est distant de 20 km vers le sud-ouest.

L'accès no 1, dit de Bazas, à l'autoroute A65 (Langon-Pau) se situe à 33 km vers le sud-ouest.
Elle est desservie par une gare SNCF sur la ligne Bordeaux-Sète du TER Nouvelle-Aquitaine.

### Risques majeurs
Le territoire de la commune de Lamothe-Landerron est vulnérable à différents aléas naturels : météorologiques (tempête, orage, neige, grand froid, canicule ou sécheresse), inondations et séisme (sismicité très faible). Il est également exposé à un risque technologique, la rupture d'un barrage. Un site publié par le BRGM permet d'évaluer simplement et rapidement les risques d'un bien localisé soit par son adresse soit par le numéro de sa parcelle.

#### Risques naturels
Certaines parties du territoire communal sont susceptibles d’être affectées par le risque d’inondation par débordement de cours d'eau, notamment le Medier et le ruisseau du Loup. La commune a été reconnue en état de catastrophe naturelle au titre des dommages causés par les inondations et coulées de boue survenues en 1982, 1988, 1993, 1999, 2009, 2018 et 2021,.

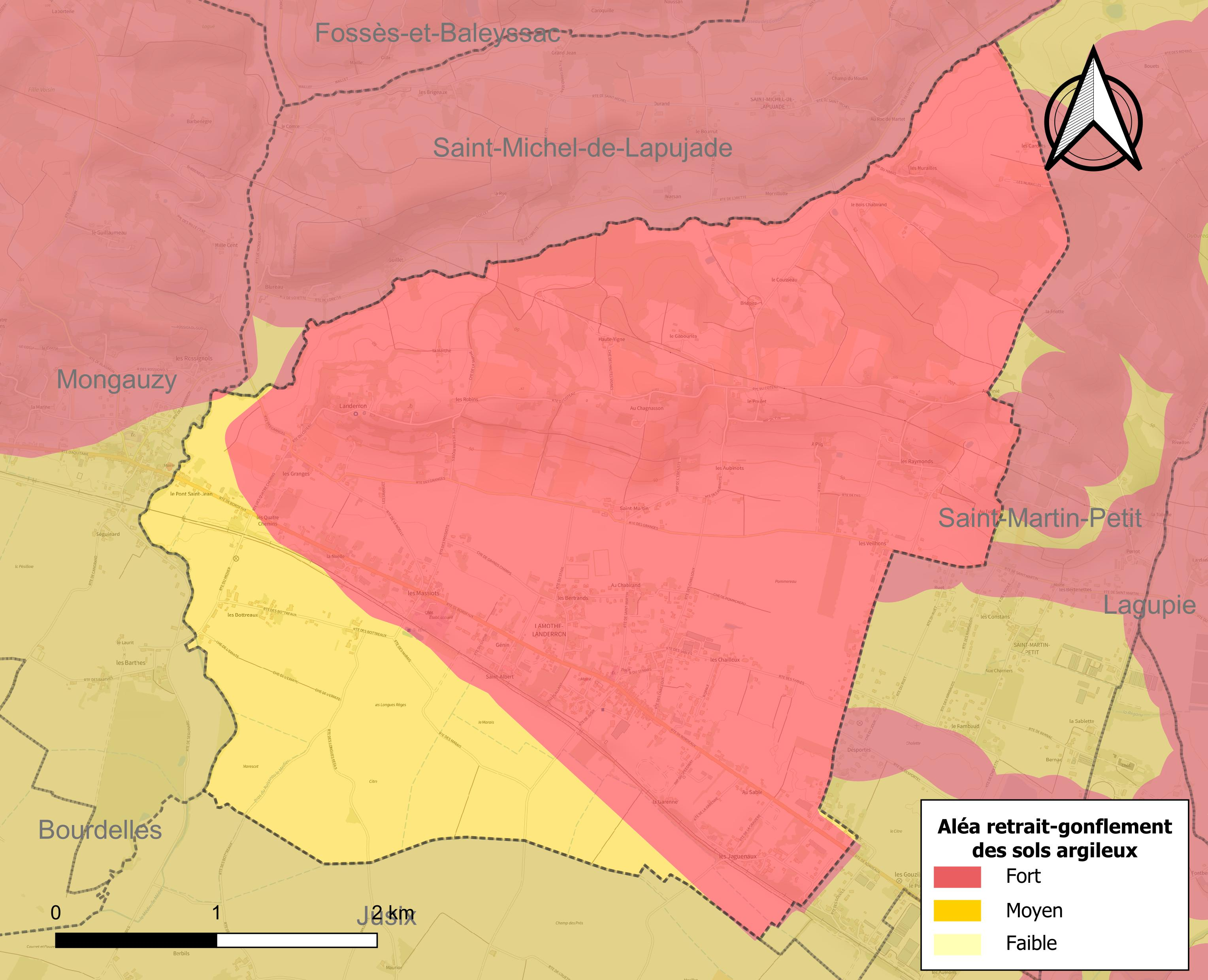
Carte des zones d'aléa retrait-gonflement des sols argileux de Lamothe-Landerron.

Le retrait-gonflement des sols argileux est susceptible d'engendrer des dommages importants aux bâtiments en cas d’alternance de périodes de sécheresse et de pluie. La totalité de la commune est en aléa moyen ou fort (67,4 % au niveau départemental et 48,5 % au niveau national). Sur les 539 bâtiments dénombrés sur la commune en 2019, 539 sont en aléa moyen ou fort, soit 100 %, à comparer aux 84 % au niveau départemental et 54 % au niveau national. Une cartographie de l'exposition du territoire national au retrait gonflement des sols argileux est disponible sur le site du BRGM,.
Par ailleurs, afin de mieux appréhender le risque d’affaissement de terrain, l'inventaire national des cavités souterraines permet de localiser celles situées sur la commune.
Concernant les mouvements de terrains, la commune a été reconnue en état de catastrophe naturelle au titre des dommages causés par la sécheresse en 2003 et 2017 et par des mouvements de terrain en 1999.

#### Risques technologiques
La commune est en outre située en aval du  barrage de Grandval, un ouvrage sur la Truyère de classe A soumis à PPI et disposant d'une retenue de 270,6 millions de mètres cubes. À ce titre elle est susceptible d’être touchée par l’onde de submersion consécutive à la rupture de cet ouvrage.

## Toponymie
Le nom de « Lamothe » a pour origine le terme gascon « mòta » en graphie dite classique (« mote » en graphie moderne) provenant lui-même du mot latin mota et qui désigne une colline ou un édifice sur une colline.

Le nom de « Landerron » provient de celui d’une baronne, Landron.
Le nom de la commune est La Mòta de Landeron en gascon.
Ses habitants sont appelés les Lamothais.

## Histoire
En 1656, Charles François de Lur de Salusses, marquis de Lur, propriétaire de la maison de Montaigne, est aussi seigneur et baron de La Mothe de Landerron.
En 1789, le comte de Galard-Béarn, baron de Lamothe-Landerron, est répertorié parmi les membres de l'ordre de la noblesse pour la sénéchaussée de Castelmoron.
À la Révolution, les paroisses Saint-Martin-de-Serres et Saint-Albert forment la commune de Lamothe-Landerron.

## Politique et administration
| Période                                  | Période        | Identité                | Étiquette | Qualité  |
| ---------------------------------------- | -------------- | ----------------------- | --------- | -------- |
| 1803                                     |                | Jean-Baptiste Martineau |           |          |
|                                          |                | …                       |           |          |
| mars 2001                                | mars 2008      | M. Perali               |           |          |
| mars 2008                                | avril 2021     | Michel Despujol         | UMP-LR    | Retraité |
| avril 2021                               | juin 2021      | Délégation spéciale     |           |          |
| juin 2021                                | septembre 2021 | Michel Despujol         |           |          |
| septembre 2021                           | En cours       | Sébastien Goudenèche    |           |          |
| Les données manquantes sont à compléter. |                |                         |           |          |

### Intercommunalité
Le 1er janvier 2014, la Communauté de communes du Réolais ayant été supprimée, la commune de Lamothe-Landerron s'est retrouvée intégrée à la Communauté de communes du Réolais en Sud Gironde siégeant à La Réole.

## Démographie
L'évolution du nombre d'habitants est connue à travers les recensements de la population effectués dans la commune depuis 1793. Pour les communes de moins de 10 000 habitants, une enquête de recensement portant sur toute la population est réalisée tous les cinq ans, les populations de référence des années intermédiaires étant quant à elles estimées par interpolation ou extrapolation. Pour la commune, le premier recensement exhaustif entrant dans le cadre du nouveau dispositif a été réalisé en 2005.

En 2022, la commune comptait 1 119 habitants, en évolution de −7,06 % par rapport à 2016 (Gironde : +6,91 %, France hors Mayotte : +2,11 %).
| 1793  | 1800  | 1806  | 1821  | 1831  | 1836  | 1841  | 1846  | 1851  |
| ----- | ----- | ----- | ----- | ----- | ----- | ----- | ----- | ----- |
| 2 282 | 1 494 | 1 358 | 1 377 | 1 446 | 1 409 | 1 417 | 1 415 | 1 419 |

| 1856  | 1861  | 1866  | 1872  | 1876  | 1881  | 1886  | 1891  | 1896  |
| ----- | ----- | ----- | ----- | ----- | ----- | ----- | ----- | ----- |
| 1 322 | 1 286 | 1 295 | 1 267 | 1 271 | 1 260 | 1 237 | 1 164 | 1 112 |

| 1901  | 1906  | 1911  | 1921 | 1926 | 1931 | 1936  | 1946  | 1954 |
| ----- | ----- | ----- | ---- | ---- | ---- | ----- | ----- | ---- |
| 1 107 | 1 085 | 1 083 | 924  | 947  | 925  | 1 002 | 1 047 | 951  |

| 1962 | 1968 | 1975 | 1982 | 1990  | 1999  | 2005  | 2006  | 2010  |
| ---- | ---- | ---- | ---- | ----- | ----- | ----- | ----- | ----- |
| 921  | 943  | 950  | 958  | 1 003 | 1 040 | 1 068 | 1 070 | 1 122 |

| 2015  | 2020  | 2022  | - | - | - | - | - | - |
| ----- | ----- | ----- | - | - | - | - | - | - |
| 1 199 | 1 132 | 1 119 | - | - | - | - | - | - |

## Culture locale et patrimoine

### Lieux et monuments
- L'Église Saint-Martin (Saint-Martin-de-Serres selon Jacques Gardelle[34]) a été construite au XIIe siècle et remaniée au XVIe siècle ; elle est inscrite[35] à l'inventaire des monuments historiques depuis 1925.
- Dans l'ouest de la commune se trouve l'église Saint-Albert.

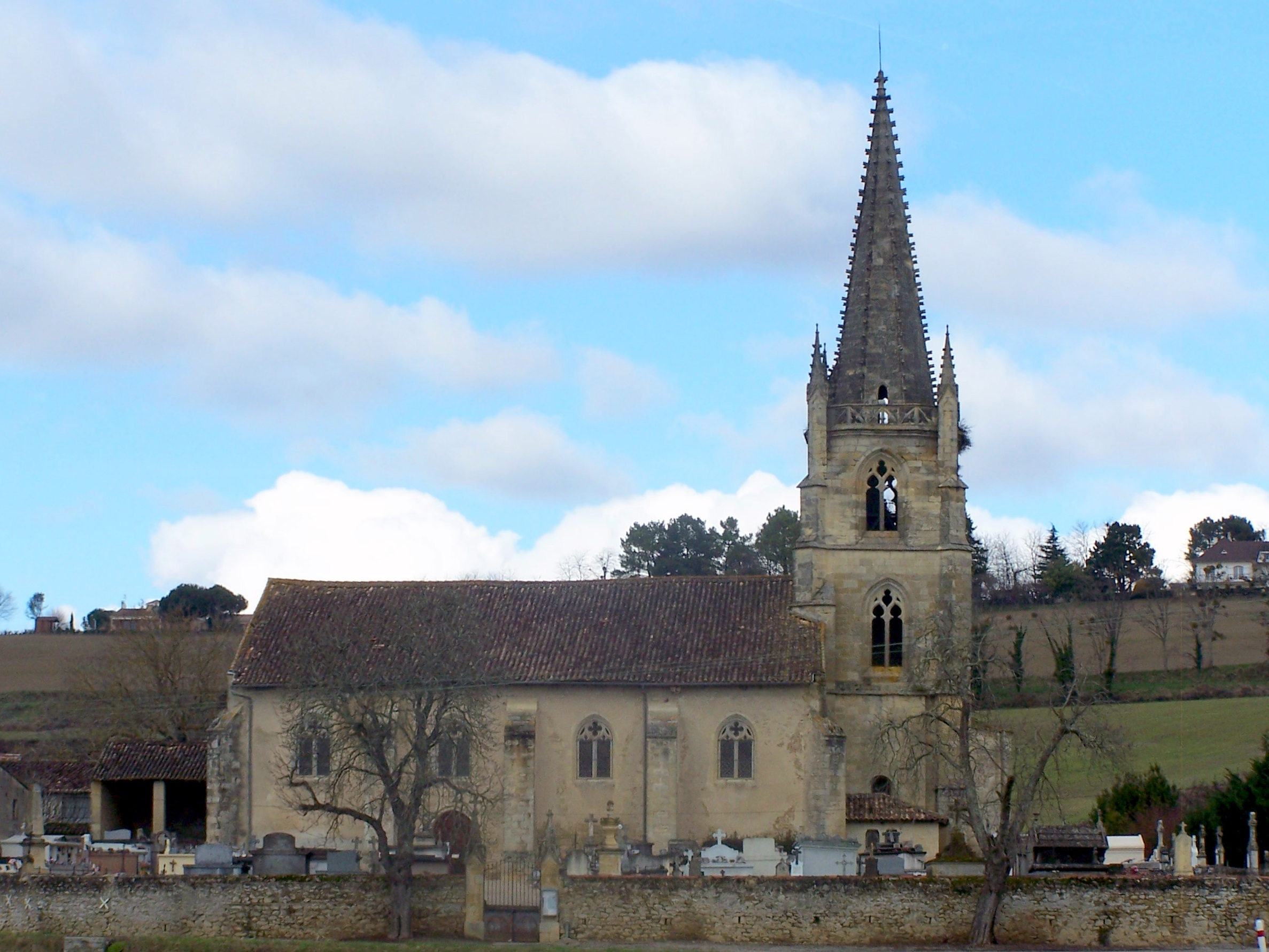
L'église Saint-Martin (janv. 2010)
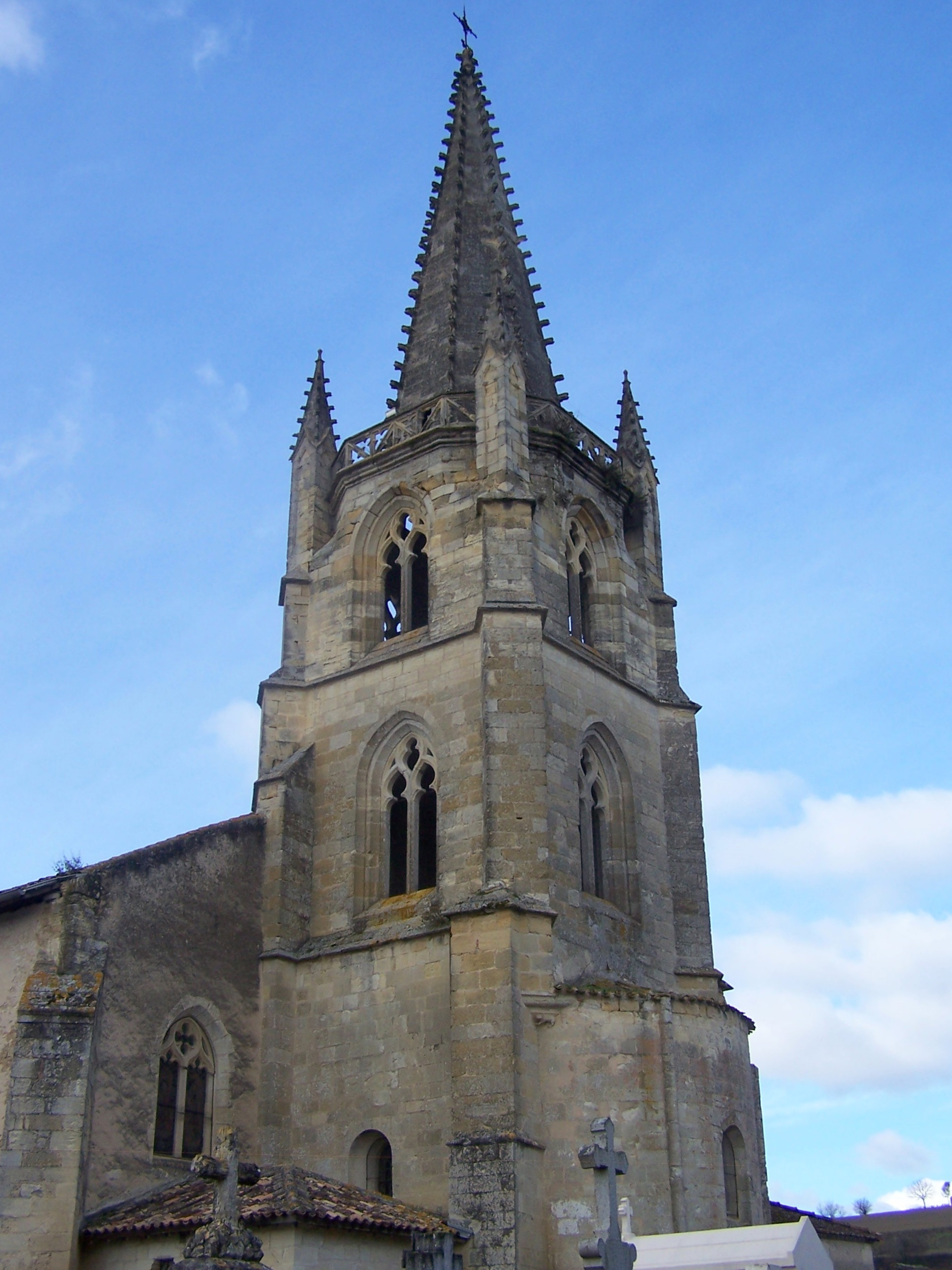
Le clocher de l'église Saint-Martin (janv. 2010)
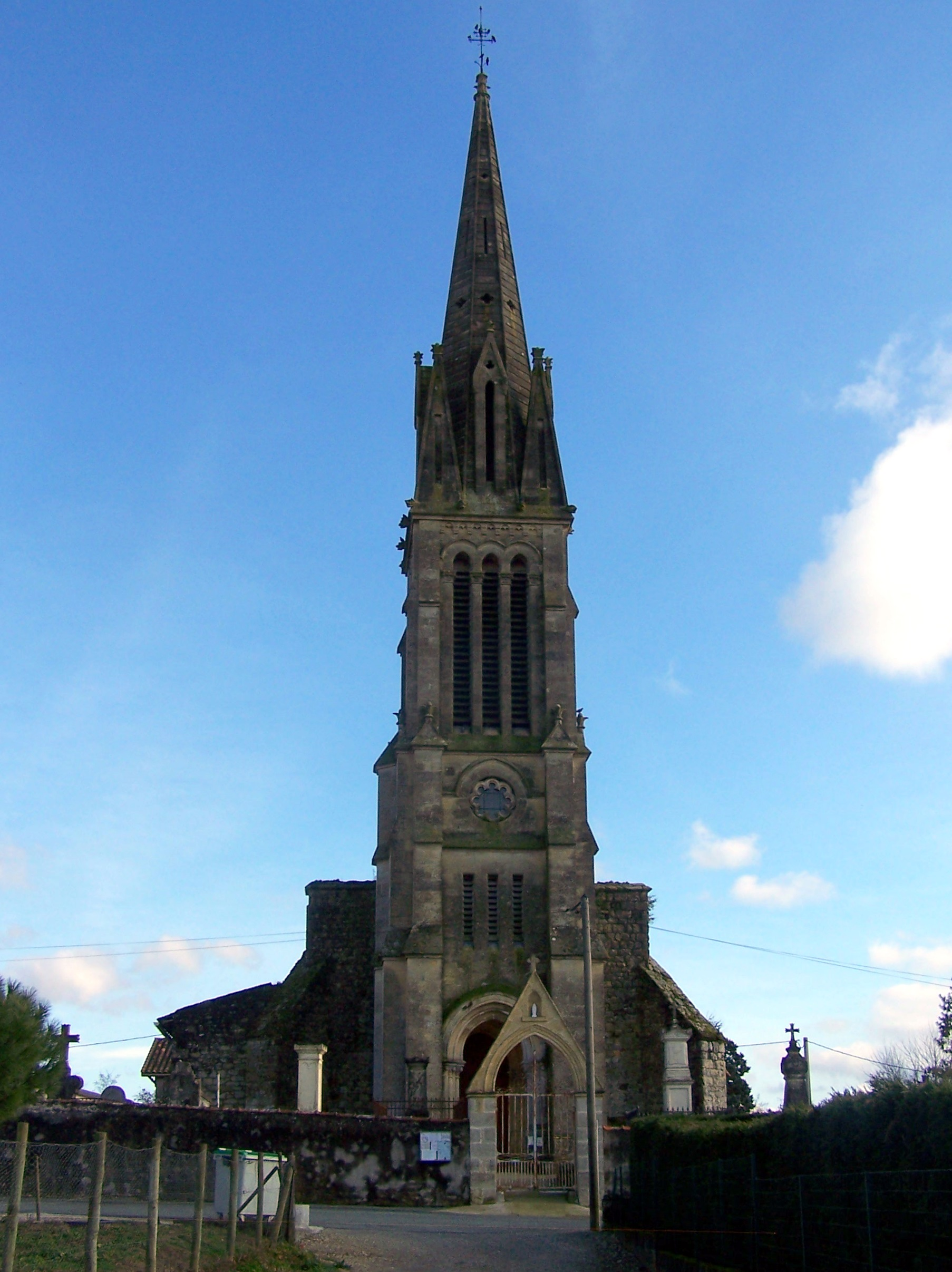
L'église Saint-Albert, à l'ouest du bourg (janv. 2010)
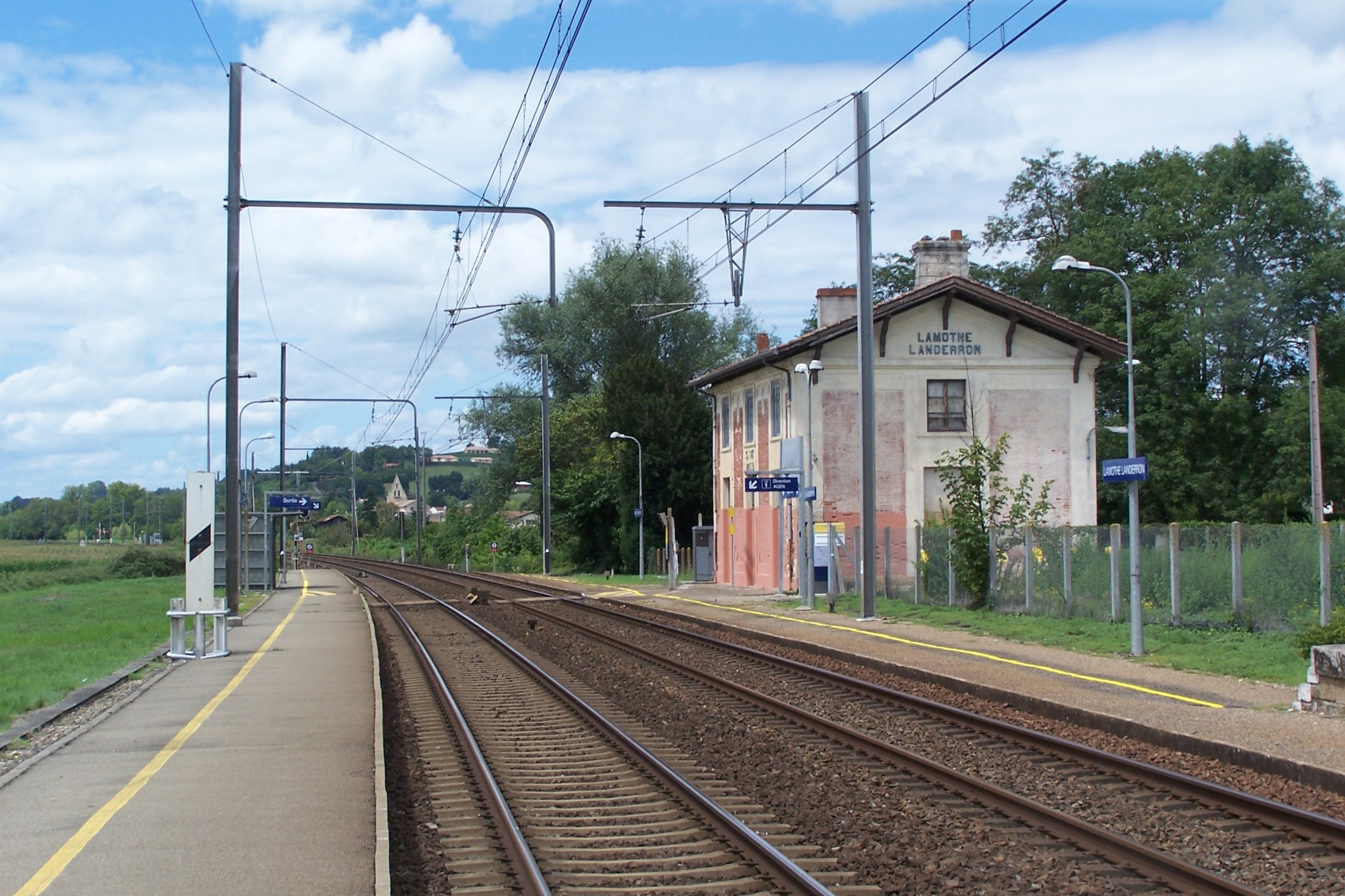
La gare (août 2011)
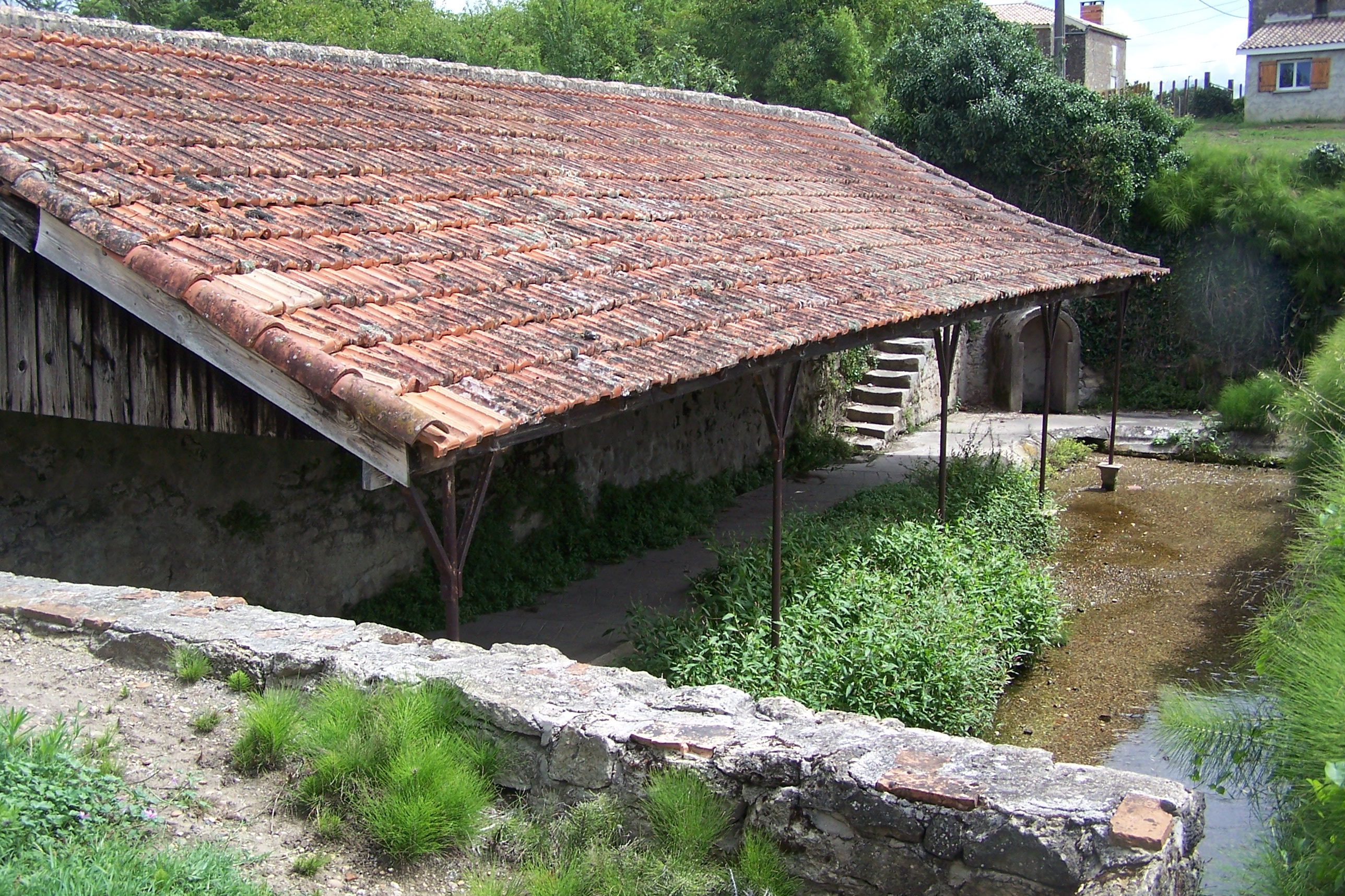
Lavoir à l'abandon (août 2011)
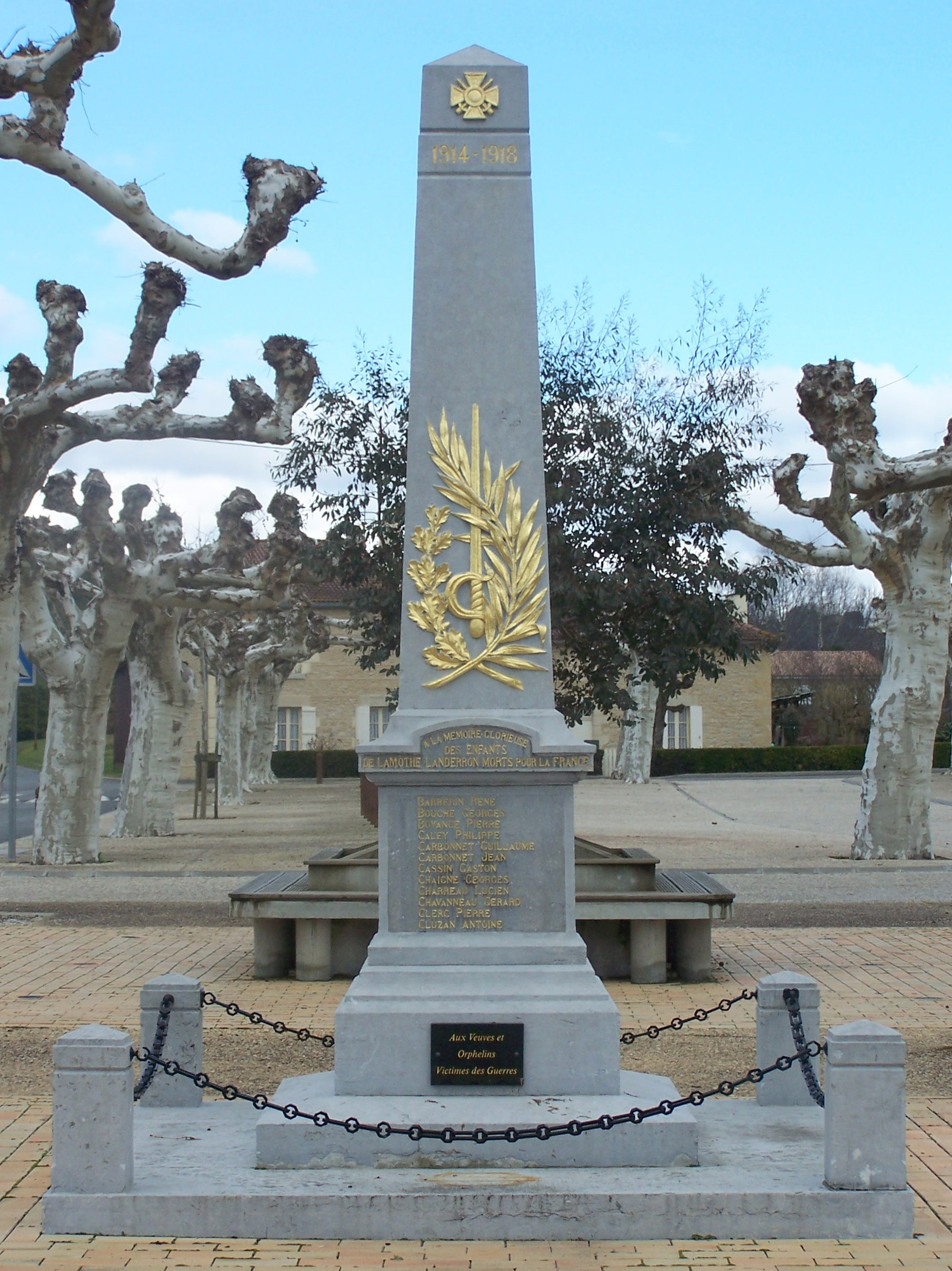
Le monument aux morts dans le bourg (janv. 2010)

### Événements
- Speedway de Lamothe-Landerron[36].

### Personnalités liées à la commune
- Georges Chaigne, homme politique, député de la Gironde en 1914 (né en 1887 à Lamothe-Landerron (Gironde) et décédé le 5 avril 1915 au Bois de Mortmare (Meuse), tombé au champ d'honneur).
- Paul Laffargue, producteur de cinéma, né dans la commune.

### Héraldique
| Blason de Lamothe-Landerron | Blason  | De gueules à deux masses de billard d'argent posées en chevron, les extrémités passées en sautoir, accompagnées de trois rencontres de biche [?] du même. |
| Blason de Lamothe-Landerron | Détails | Le statut officiel du blason reste à déterminer. |